# 周邊神經病變
周邊神經病變（peripheral neuropathy，PN）又称周围神经病，简称神經病或神經病變，由周围神经（运动、感觉、自主神经）的结构改变、损伤、病变、功能障碍而引起的一类疾病。常见病因包括先天性病因、自身免疫性病因、感染性病因、外伤与局部压迫等。
神经病是神经系统的疾病或异常状态下的神经系统之义。虽然在大众文化中，汉语“神经病”常用作精神病的詈语，但神经病实际上是指包括而不限于器质性精神疾病的一系列神经系统疾病。精神病与神经病最大区别是認知能力不協調，導致發生知覺失調、思想前後矛盾。

## 症状
一般而言，痠、痛、乏的症状与肌肉、软组织损伤较有关，而麻、抽、胀的感受则多和神经病变较相关；神经痛及神經性疼痛则为例外情形。

## 延伸閱讀
- Latov, Norman. . New York: American Academy of Neurology Press Demos Medical. 2007. ISBN 1-932603-59-X.
- Committee on Standards; Practice Parameters; American Society of Anesthesiologists. . Anesthesiology. 2000, 92 (4): 1168–82. PMID 10754638. doi:10.1097/00000542-200004000-00036.

## 外部連接
- Peripheral Neuropathy（页面存档备份，存于） from the US NIH
- Neuropathy: Causes, Symptoms and Treatments（页面存档备份，存于） from Medical News Today
- Peripheral Neuropathy（页面存档备份，存于） at the Mayo Clinic